# Bisschop

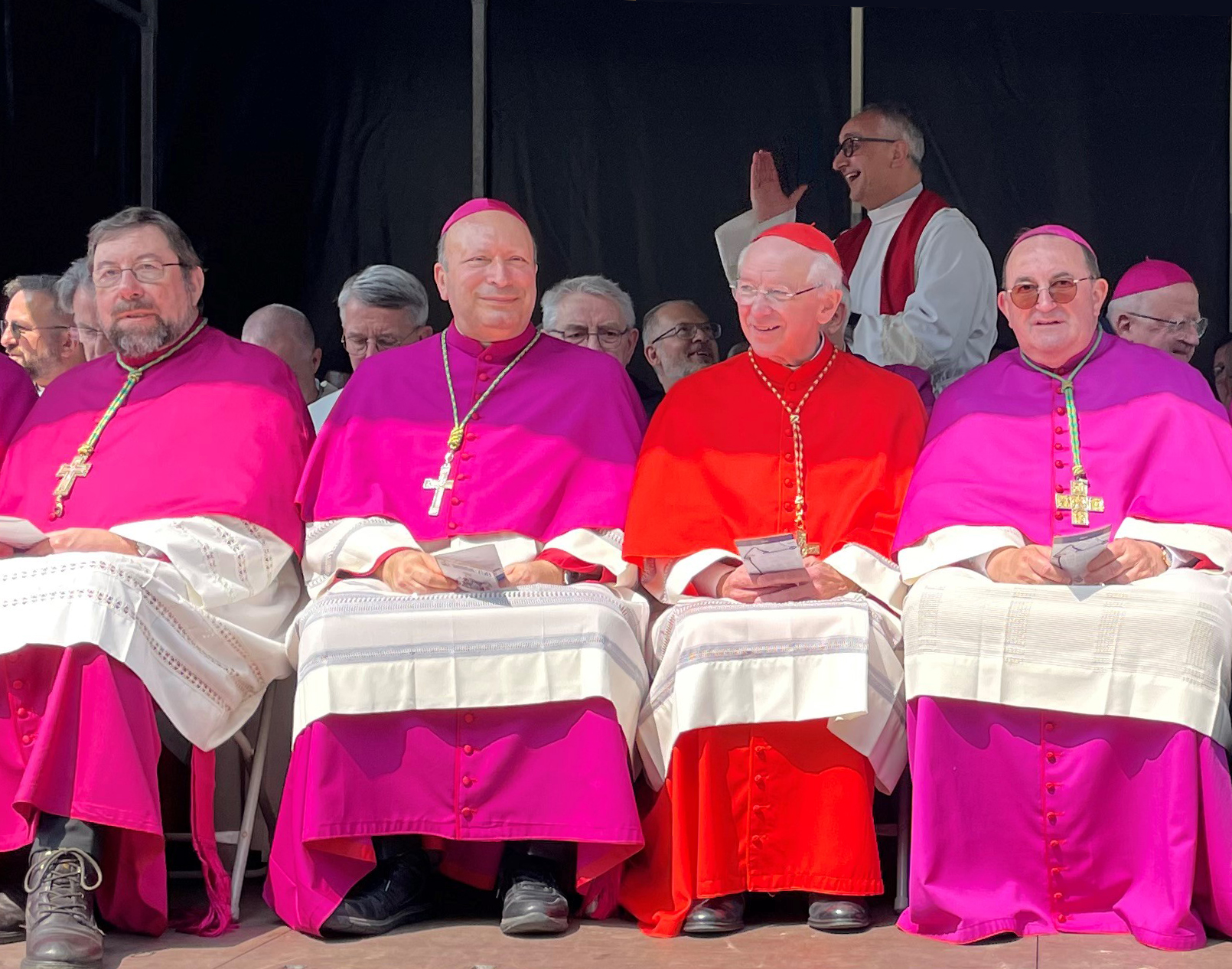
Twee Belgische bisschoppen, een apostolische nuntius en een kardinaal

Een bisschop (Grieks: ἐπίσκοπος, episkopos (epi-skopos), letterlijk "op-zichter") is een geestelijke in de hiërarchie van verschillende christelijke kerken, die veelal aan het hoofd staat van een bisdom. Christelijke kerken die het ambt van bisschop kennen, zijn onder andere de Rooms-Katholieke Kerk, de Oosters-Orthodoxe Kerk, de Anglicaanse Gemeenschap, de Vrij-Katholieke Kerk, de Oudkatholieke Kerk, de Kerk van Jezus Christus van de Heiligen der Laatste Dagen en de Lutherse Kerk.
Onder meer in de Rooms-Katholieke Kerk en de Oosters-Orthodoxe Kerk vormt een aantal bisdommen samen een kerkprovincie, waarbij een metropoliet aan het hoofd staat.

## Katholieke Kerk
In het Kerkelijk Wetboek van 1983 hebben de artikelen 375 tot en met 459 betrekking op bisschoppen.
In de Katholieke Kerk wordt de wijding tot bisschop gezien als de derde trap van het priesterschap, na de wijding tot diaken en priester. Om een keuze te maken voor een nieuwe bisschop wordt in Nederland een zogenaamde relatieve lijst opgesteld van drie kandidaten (de terna). De taak van de pauselijke nuntius is hierbij van belang. De hoofdregel is dat de paus een bisschop vrij benoemt. Dit wil zeggen dat hij niet verplicht is om een kandidaat van de relatieve lijst te benoemen.
De wijding gebeurt door drie bisschoppen (een hoofdconsecrator en twee mede-consecratoren). De consacrerende bisschoppen worden aangewezen bij pauselijk mandaat en het is bisschoppen niet toegestaan om zonder pauselijk mandaat iemand tot bisschop te wijden. De wijding moet ook in een publieke viering plaatsvinden.
Naar de katholieke opvatting zetten de bisschoppen de leer- en herdersfuncties van de door Jezus Christus uitgekozen twaalf apostelen voort, de apostolische successie. In een ononderbroken keten van handopleggingen gaat het ambt van bisschop terug op deze apostelen. Als eerste onder de bisschoppen wordt de paus beschouwd, zoals Petrus de eerste onder de apostelen was.
Er worden de volgende soorten bisschoppen onderscheiden:
- residerende bisschop of ordinaris (hoofd van een bisdom)
- bisschop-coadjutor (een hulpbisschop met recht van opvolging)
- hulpbisschop (assisteert een residerende bisschop en is altijd ook titulair bisschop)
- wijbisschop
- titulair bisschop (veelal in dienst van de Romeinse Curie of een hulpbisschop, die hier zijn bisschopstitel aan ontleent)
- aartsbisschop (hoofd van een aartsbisdom, het belangrijkste bisdom van een aantal bisdommen dat bij elkaar hoort)
- metropoliet, hoofd van een kerkprovincie
- elect-bisschop, een priester die al benoemd is, maar nog niet gewijd
- suffragaanbisschop, (aarts)bisschop, ondergeschikt aan een andere aartsbisschop.

De bisschoppen leggen elke vijf jaar een ad limina-bezoek bezoek af aan de paus. Bij het dagelijkse bestuur van zijn bisdom wordt de bisschop bijgestaan door vicarissen en een bisschopsraad, adviserend bestaat er ook een priesterraad.
Paus Johannes Paulus II heeft een postsynodale apostolische exhortatie Pastores Gregis - De herders van de kudde (16 oktober 2003) geschreven over het bisschopsambt.
Bisschoppen worden - sinds het motu proprio Ecclesiae Sanctae van paus Paulus VI uit 1966 geacht om op hun vijfenzevenstigste verjaardag hun ontslag aan te bieden aan de paus. De paus neemt dit ontslag in overweging en besluit vervolgens naar goeddunken. Deze gang van zaken is geregeld in het eerste lid van artikel 401 van de Codex Iuris Canonici. In het tweede lid van dit artikel uit het kerkelijk rechtboek, wordt voorzien in andere omstandigheden die aanleiding kunnen zijn tot ontslag. Hiertoe kunnen gerekend worden: ziekte, verstoorde verhoudingen binnen het bisdom, maar ook de omstandigheid dat een bisschop in opspraak is geraakt, bijvoorbeeld in gevallen van seksueel misbruik.
Bisschoppen zijn georganiseerd in  bisschoppenconferenties, waarvan een aartsbisschop voorzitter is. Ook Nederland heeft een bisschoppenconferentie, waar alle actieve diocesane en hulpbisschoppen van dit land lid van zijn.

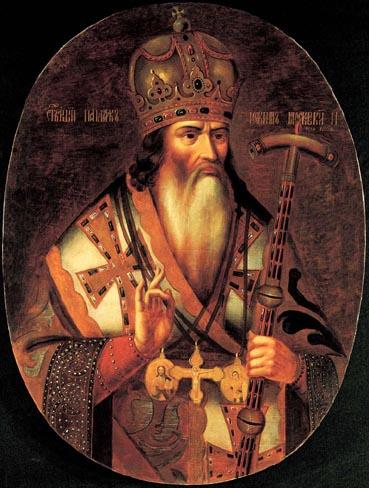
Patriarch Joachim, 17e-eeuwse Russisch-orthodoxe metropoliet van Moskou en heel Rusland
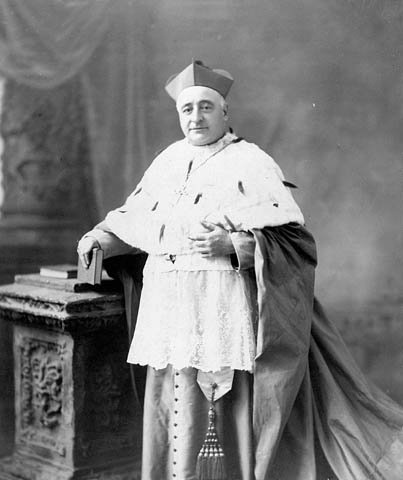
Edward Joseph McCarthy, Canadees bisschop
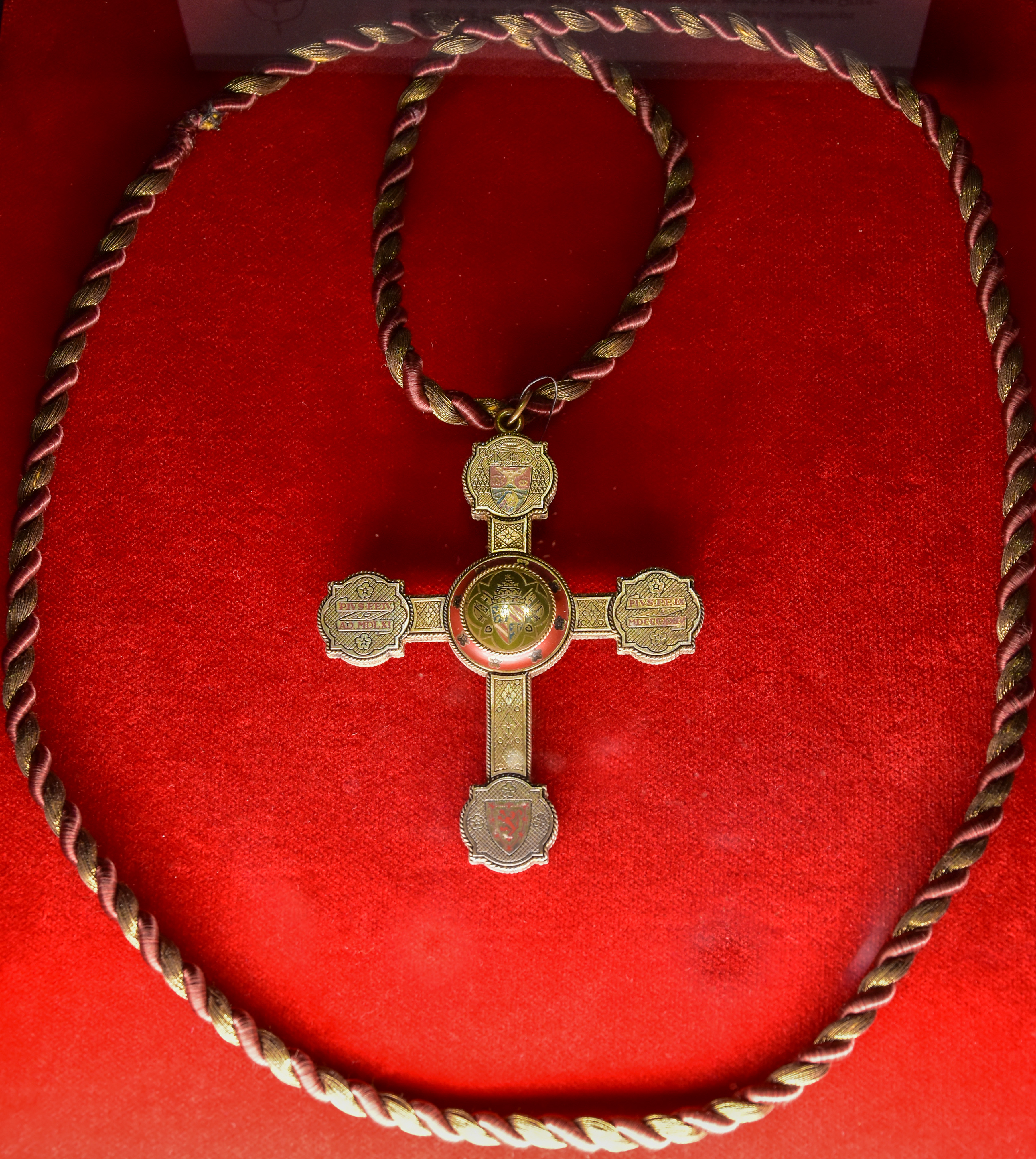
Bisschopskruis van Victor Augustus Dechamps